# Henry Clay Payne
Henry Clay Payne (Ashfield, 23 novembre 1843 – Washington, 4 ottobre 1904) è stato un politico statunitense.

## Biografia
Fu il quarantesimo direttore generale delle poste degli Stati Uniti sotto il presidente degli Stati Uniti d'America Theodore Roosevelt (ventiseiesimo presidente). Nato nello stato del Massachusetts, si trasferì con la famiglia nello stato del Wisconsin.
Ricoprì numerose cariche importanti nel mondo degli affari: vicepresidente del Wisconsin Telephone Co. (1886-1889), ne divenne poi presidente (1889-1899), mentre nel 1890 divenne prima vicepresidente della Milwaukee Street Railway Co. e poi presidente (1892-1895).
Alla sua morte il corpo venne seppellito al Forest Home Cemetery di Milwaukee.